# Jakob Woller

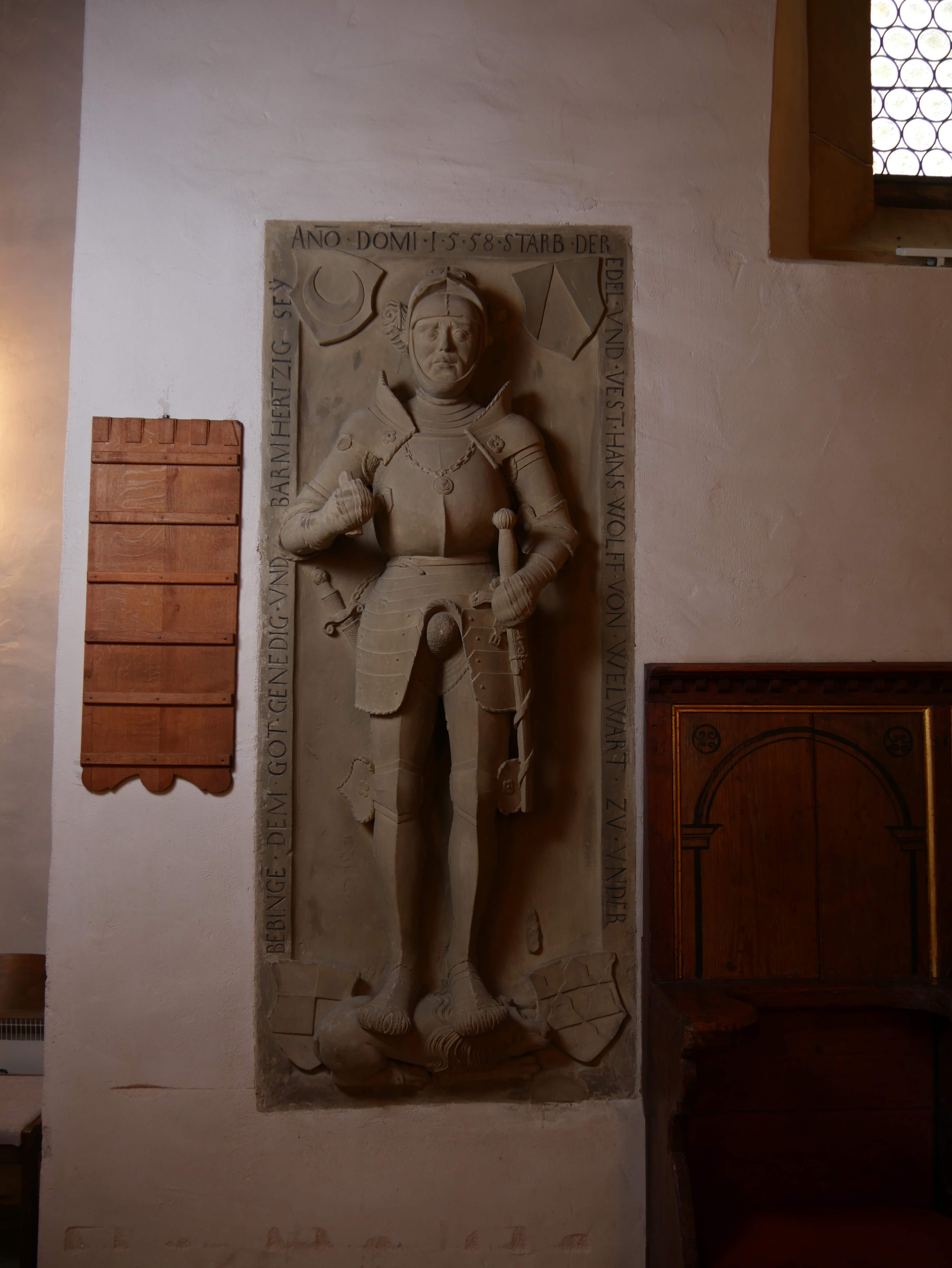
Epitaph im Chorraum der St. Michaels-Kirche Oberböbingen

Jakob Woller (* um 1510 wohl in Schwäbisch Gmünd; † 1564 in Tübingen) war ein Bildhauer der Renaissance.
1544 und 1549 ist Woller in Gmünder Schriftquellen belegt. Um 1558/59 schuf er in der evangelischen Kirche zu St. Michael in Oberböbingen das Grabmal des Hans Wolf von Woellwarth († 29. April 1558/1559). 1556 wurde er nach Tübingen berufen, um die Arbeiten an der Grablege des Hauses Württemberg im Chor der Stiftskirche weiterzuführen. Sein Nachfolger dort wurde sein Stiefsohn Leonhard Baumhauer.